# Onze-Lieve-Vrouw Onbevlekt Ontvangenkerk (Koningsbosch)
De Onze-Lieve-Vrouw Onbevlekt Ontvangenkerk is de parochiekerk van Koningsbosch, gelegen aan Prinsenbaan 133.
Van 1864-1866 werd een neogotisch kerkgebouw opgericht, ontworpen door Pierre Cuypers en gewijd aan Sint-Gothardus. Dit werd in 1925-1926 vervangen door het huidige kerkgebouw, ontworpen door Jan Stuyt. De neogotische voorganger werd in 1992 gesloopt.
De Onze-Lieve-Vrouw Onbevlekt Ontvangenkerk werd einde 1944 beschadigd door geallieerde artilleriebeschietingen. Britse soldaten waren later voor diefstal en vandalisme verantwoordelijk.
De driebeukige kerk werd opgetrokken in Nivelsteiner zandsteen en is uitgevoerd in moderne gotiek. De kerk wordt gedekt door een hoog, met leien bedekt, zadeldak en de vierkante toren is aangebouwd rechts van de voorgevel. Deze heeft een spits tentdak.
Het middenschip wordt overwelfd door een houten spitstongewelf en de zijbeuken door kruisgewelven. Onder meer de beelden zijn uit de vorige kerk afkomstig. Het hoofdaltaar is van 1938.